# BRIGHT AUDITION
『BRIGHT AUDITION』（ブライト・オーディション）は、2014年に公開された遊佐和寿監督の映画作品である。

## スタッフ
- 監督：遊佐和寿
- 脚本：佐向大
- 撮影：吉田淳志
- スチール：大塚秀美、伊藤華織
- デザイン：菊池仁、稲葉岳
- 衣裳：嶋岡隆

## キャスト
- 成宮ケイ：佐々木喜英
- 関根リュウ：佐藤永典
- 三木ユウタ：阿久津愼太郎
- 本田トウヤ：根岸拓哉
- 諸星ユイ：中島愛里
- 我孫子ミカ：SAORI
- 田辺トモミ：山下菜々子
- 草野ミユキ：石川真央
- リン：落合恭子
- 玲司：加津塔
- 望月敦子：石井あみ
- 郷田（編集長）：佐藤貢三